# Stadtkirche Meiningen

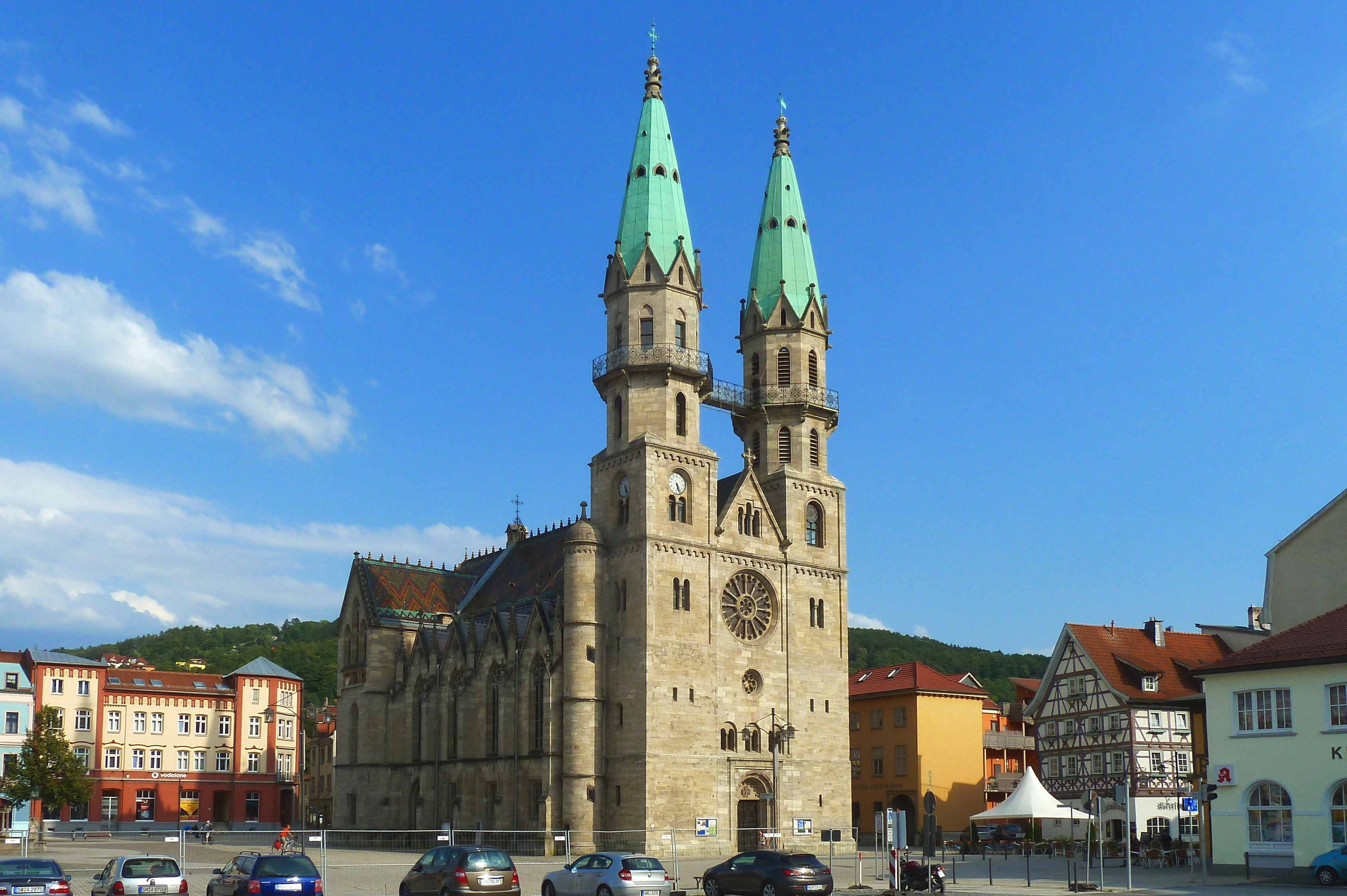
Stadtkirche Unserer lieben Frauen

Die evangelisch-lutherische Stadtkirche Unserer lieben Frauen, auch St. Marien genannt, ist eine dreischiffige Hallenkirche und ein Wahrzeichen der Stadt Meiningen. Die Stadtkirche ist der bedeutendste Sakralbau Meiningens und erfüllt die Funktion einer Pfarrkirche für die evangelischen Gemeinden der Region.
Der Baubeginn der doppeltürmigen, Stadtbild prägenden Marienkirche erfolgte in der ottonischen Zeit. Als das älteste noch bestehende Bauwerk der Stadt vereint sie infolge einer über tausendjährigen, wechselvollen Baugeschichte mehrere Baustile. Die Stadtkirche bildet den Mittelpunkt der historischen Meininger Altstadt und steht an der Südseite vom Marktplatz. Sie überragt mit ihren Türmen und dem Kirchenschiff die umgebende Bebauung, die aus Fachwerkhäusern des 17. und 18. Jahrhunderts und klassizistischen Bürgerhäusern aus dem 19. Jahrhundert besteht. Nahe an der Nordseite des Kirchenschiffes befindet sich der „Heinrichsbrunnen“ mit der Statue vom Kaiser Heinrich II. Nach einer Überlieferung soll Heinrich II. nach seiner Krönung zum König während der Huldigungsreise bei seinem Aufenthalt in Meiningen Anfang Januar 1003 den Baubeginn der Kirche veranlasst haben.

## Geschichte

### Mittelalter
Die urkundliche Ersterwähnung der Kirche erfolgte im Jahr 1008, als die Marienkirche gemeinsam mit der Pfarrkirche St. Martin und dem Ort Meiningen in den Besitz des Hochstifts Würzburg gelangte. Da in einer Meiningen betreffenden Schenkungsurkunde von 982 die spätere Stadtkirche im Gegensatz zur älteren Pfarrkirche St. Martin noch nicht erwähnt wird, ist der Baubeginn der Kirche um das Jahr 1000 anzusetzen. Einige Quellen geben das allerdings nicht belegbare Jahr 1003 an. Es entstand zunächst als Massivbau aus Kalkstein eine turmlose vorromanische Basilika mit einfacher Apsis, die der Mutter Jesu, Maria, geweiht wurde. Als Standort wählte man einen Platz auf halbem Weg zwischen dem an einer Werrafurt liegenden Königsgut und der bereits bestehenden, rund 1000 m nördlich vom Königsgut gelegenen Martinskirche St. Martin. Wenig später gingen die Pfarrrechte von der Kirche St. Martin auf die neue Marienkirche über. Nach der Huldigung von Bischof Bruno von Würzburg Ostern 1034 in Meiningen veranlasste er die ersten Erweiterungen der Kirche mit der Errichtung eines Chores und eines Querschiffes, wodurch das Kirchenschiff die Form eines Kreuzes (Kreuzschiff) bekam. Der Bischof ließ als Bauherr einen sogenannten Kreuzpfennig als Monogramm mit der Inschrift „BRUNO EPISKOPOS“ prägen und ihn in den Chor einmauern. Dieser wurde später beim Aufbau des neuen Chores wiederverwendet und ist noch heute am nordöstlichen Chorpfeiler zu sehen. Der Abschluss der Bauarbeiten fand 1045 statt. Nach 1100 begann man am Westwerk mit dem Aufbau der beiden Türme. Weiter entstand an der Südseite der Kirche eine Marienkapelle. Am 3. Juni 1175 zerstörte ein Blitzschlag den bis dahin entstandenen Kirchturm und ließ die dort angebrachte Glocke schmelzen. Der ausgelöste Brand vernichtete weiterhin das Kirchendach und die Marienkapelle.

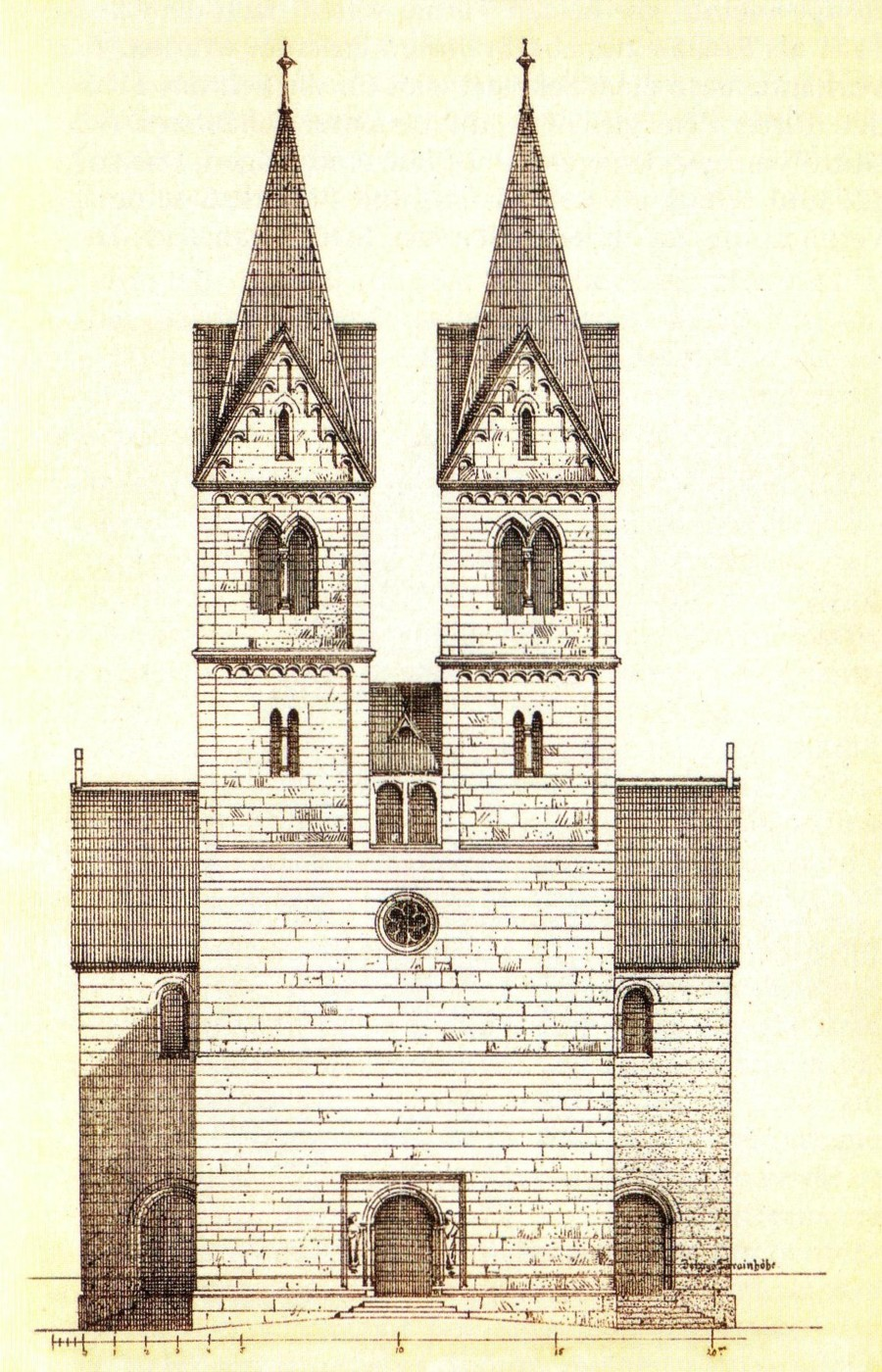
Das Westwerk der Kirche 1296

Daraufhin musste erneut mit der Errichtung des Westwerkes mit zwei gleich hohen Türmen begonnen werden, die 1278 ihren Abschluss fand. Der rechteckige Unterbau des Nordturms ist bis heute mit einigen Änderungen erhalten geblieben, der Unterbau des Südturms wurde 1886 abgetragen und um einige Meter nach Süden versetzt wieder aufgebaut. Nach der Vollendung der Erweiterungsbauten weihte am 7. Juni 1278 der Würzburger Bischof Berthold II. von Sternberg die romanische Kirche zum zweiten Mal auf den Namen „Unserer lieben Frauen“. 1296 zerstörte wiederum ein Blitzschlag den Glockenturm nebst Glocke und das Kirchendach. Auch die neuerbaute Marienkapelle ging dabei wieder verloren. Gleichzeitig mit der Wiederherstellung der zerstörten Bauteile erhöhte man den Fußboden der Kirche um mehr als einen Meter, um dem durch die Werra regelmäßig verursachten Hochwasser zu begegnen, das den Boden der Kirche oftmals überflutete. Kaiser Ludwig IV. (der Bayer) und Bischof Otto II. von Würzburg besuchten vom 13. bis 15. Oktober 1344 die Stadt Meiningen, bei dem sie auch die Kirche „Unserer lieben Frauen“ besichtigten. Infolge des Besuchs erhielt die Stadt am 19. Oktober 1344 die gleichen Rechte wie die Reichsstadt Schweinfurt.
Im 15. Jahrhundert plante die Kirchengemeinde wegen der wachsenden Stadt eine Vergrößerung der Kirche im gotischen Stil nach dem Vorbild französischer Kathedralen. So entstand in den Jahren 1443 bis 1455 der bis heute bestehende gotische Chor in weitaus größerer Dimension als das weiter bestehende romanische Langhaus. Auch das heutige an der Nordseite erbaute Querhaus entstand im Wesentlichen in diesen Jahren, um dort die Sakristei und die Bibliothek unterzubringen. Es konnte aber nicht ganz vollendet werden und erhielt ein nicht geplantes Schleppdach. Dieser Gebäudeteil wird bis heute im Allgemeinen als Sakristei bezeichnet. Den neuen Chor setzten die Baumeister zunächst vor den alten romanischen Chor, um erst nach der Fertigstellung des neuen Chores den alten einzureißen. Wegen fehlender Finanzen sollte das angedachte neue gotische Schiff einige Jahre später errichtet und die Sakristei vollendet werden. Gesellschaftliche Umwälzungen, mehrere große Stadtbrände Ende des 15. Jahrhunderts sowie Strafgelder und Beschneidungen von städtischen Freiheiten infolge des Fränkischen Städtekrieges und des Deutschen Bauernkrieges, die die Kirchengemeinde und Stadt lange Zeit finanziell schwer belasteten, ließen die Pläne für ein neues Langhaus vorerst scheitern.

### Neuzeit

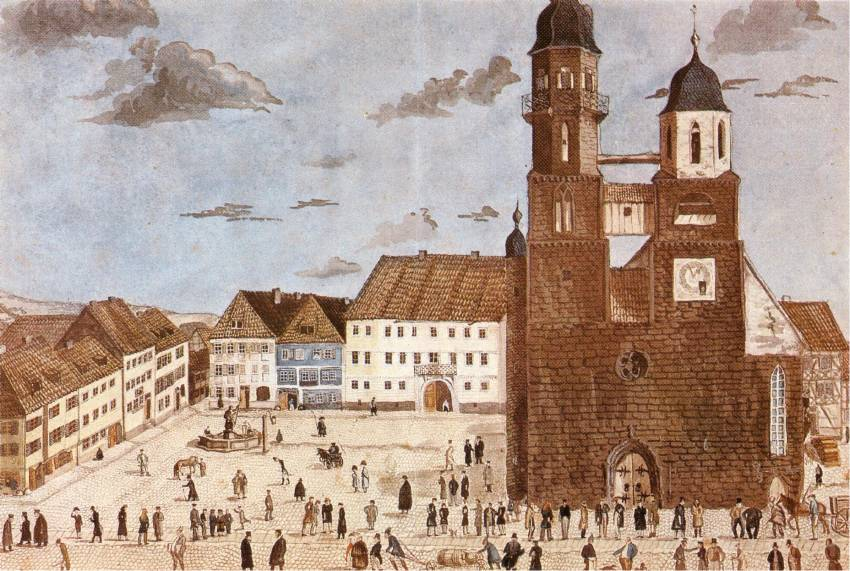
Die Stadtkirche um 1800

1542 gelangte die Kirche wie die Stadt Meiningen in den Herrschaftsbereich der Grafen von Henneberg. Diese führten 1544 im Henneberger Land die Reformation durch und die Stadtkirche wurde evangelisch. 1546 erhielt das Gotteshaus seine erste Orgel, die man in den Chor statt wie meist üblich an der Westwand einbaute. Im ausgehenden 16. Jahrhundert kam die Grafschaft in den Besitz des sächsischen Herzoghauses und die Wettiner wählten Meiningen zum Verwaltungssitz des Henneberger Landes, was ein neues Aufblühen der Stadt erwirkte. So konnten wieder größere Bautätigkeiten an der Kirche durchgeführt werden. 1594 entfernte man die alten Turmhauben und die Kirchtürme bekamen weitere Obergeschosse in Form eines Oktogons im Stil der Renaissance. Dabei erhielt der Nordturm ein Geschoss mehr als der Südturm und dazu zwei übereinandergesetzte Laternen. Die oberste Laterne nahm die „Lutherglocke“ als Viertelstundenglocke auf. Der Nordturm wurde somit höher als der Südturm, der wiederum die Glockenanlage aufnahm und eine Schweifkuppel aufgesetzt bekam. Die Türme krönte man mit vergoldeten Knöpfen. Gleichzeitig wurde an den Nordturm ein Renaissance-Wendeltreppenturm als Zugang für die Türmerwohnung angebaut. An diesem befindet sich über der Eingangspforte das älteste erhalten gebliebene steinerne Stadtwappen. Ein geplanter dritter Turm, der südlich neben den Südturm entstehen sollte, wurde nicht verwirklicht. Im Innern bekam die Kirche ab 1596 eine neue Orgel, eine neue Kanzel, weitere Ausstattungen sowie in den Seitenschiffen Emporen in Holzbauweise.
Im Dreißigjährigen Krieg plünderten und verwüsteten marodierende Truppen verschiedener Herkunft mehrmals die Kirche. Die vergoldeten Turmknöpfe missbrauchten die Söldner als Zielscheibe. Sie durchlöcherten regelrecht die Knöpfe, weswegen diese später ersetzt werden mussten. Nach der Gründung des Herzogtums Sachsen-Meiningen 1680 wurde Meiningen Haupt- und Residenzstadt, und die Stadtkirche erfüllte bis zur Fertigstellung der neuen Schlosskirche 1692 die Funktion einer Hofkirche. Noch 1680 erbaute man zu diesem Zweck eine Krypta unter der Sakristei, in der Marie Hedwig von Hessen-Darmstadt, die im selben Jahr verstorbene erste Gemahlin von Herzog Bernhard I., beigesetzt wurde. In den nächsten 200 Jahren fanden außer zahlreichen Reparaturen und einer unplanmäßigen Baumaßnahme am Nordturm keine Veränderungen an der Kirche statt. 1763 musste die oberste Laterne des Nordturms wegen Baufälligkeit wieder entfernt werden. Die Lutherglocke wurde eingelagert und erst 1817 im Südturm wieder aufgehängt und als Reformationsglocke neu geweiht.
Der große Umbau

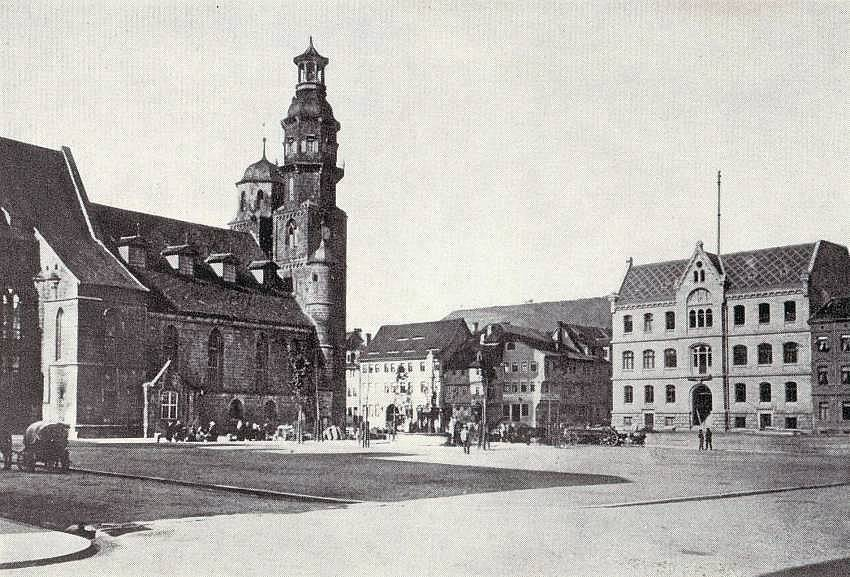
Die Kirche im Jahr 1876

Beginn des Umbaus 1884

Arbeiten an Sakristei und Südturm 1888

Durch die stetigen Um- und Ausbauten im Laufe der Jahrhunderte, die oftmals wegen fehlender Finanzen oder Kriegseinflüssen nicht vollendet wurden, entstand eine große Disharmonie des gesamten Baukörpers. Die Türme hatten unterschiedliche Höhen und standen versetzt zum Kirchenschiff, das wiederum kleiner war als der Chor, und einige Bauteile wiesen Schäden auf. Die Südwand des Kirchenschiffes stand infolge der Kirchendachbrände im Mittelalter nicht mehr im Lot. Auch genügte das Aussehen und die Größe der Kirche nicht mehr den Ansprüchen der wachsenden Residenzstadt. So beschlossen das Herzoghaus und die Kirchengemeinde einen Umbau der Kirche, der vom Architekten und Oberbaurat Otto Hoppe konzipiert und unter der Bauleitung des noch jungen Architekten Carl Göbel (1857–1940) von 1884 bis 1889 durchgeführt wurde. Dabei erwies sich ein Abriss des Langhauses als unumgänglich. In diesen Jahren erfuhr die Kirche die größte Veränderung in ihrer Geschichte.
Hoppe, der den Umbau erst nach einigen Jahren Zögern in Angriff nahm, fasste die Größe des Umbaus mit folgendem Zitat zusammen: „Die Aufgabe des Projekts ist eine außerordentlich schwierige, zwischen die unbedingt zu erhaltenden richtigen Bauteile, die alten Türme aus dem 11. Jahrhundert und das hohe Chor aus dem 15. Jahrhundert ein Schiff zwischenzuschieben, das mit beiden Teilen in Harmonie steht.“ Finanziert wurde der Umbau durch Spenden, Krediten und einer eigens dafür eingerichteten, deutschlandweit agierenden Kirchenbaulotterie.
Das Gotteshaus erhielt 1884/85 ein neues neugotisches Langhaus. Dabei kam bei den Bauarbeiten der Fußboden aus der romanischen Zeit zum Vorschein, dessen Bodenfliesen mit Tiermotiven versehen waren. Zahlreiche geborgene Fliesen sind heute in den Meininger Museen eingelagert. Die Sakristei erhielt 1887 einen neugotischen Giebel mit den Wappen der drei bisherigen Landesherren. Über dem Mittelschiff, der Sakristei und dem bestehenden Chor wurde 1888/89 ein Kirchendach errichtet, das mit farbigen glasierten Ziegeln gedeckt wurde. Hier fungierte der Stephansdom in Wien als Vorbild. Der Umbau der Kirchtürme fand von 1886 bis 1889 statt. Den Südturm ließ der Baumeister um 3,5 m nach Süden versetzen. Beide Türme wurden in der Höhe und Erscheinungsbild angeglichen. Die zwischen den Türmen entstandene Lücke schloss man mit dem neoromanischen Hauptportal, der alten romanischen und der neuen gotischen Rosette und einem neoromanischen Giebel. Der gesamte Innenraum wurde inklusive einer neuen Orgel neu gestaltet. Am 23. September 1889 fand die Einweihung der umgebauten Kirche statt. Die mit Greppiner Verblendern aufgemauerten Turmhauben erhielten einige Jahre später im Jahr 1902 eine Verkleidung aus Kupferplatten, die durch Spenden von Hauptsponsor Adolf Braun und weiterer wohlhabender Bürger finanziert wurde.
Von Brahms und Reger bis zur Wende
Bei seinen letzten Aufenthalten in Meiningen spielte Johannes Brahms oft auf der 1889 eingebauten Orgel. Auch Max Reger komponierte während seiner Zeit als Meininger Hofkapellmeister von 1911 bis 1914 regelmäßig auf der Orgel und gab Hinweise zur Erweiterung und Verbesserung des Orgelwerkes. Seine Vorschläge und Anregungen wurden schließlich 1932 verwirklicht.
Im Ersten Weltkrieg demontierte man die Reformationsglocke, die für die Kriegsproduktion eingeschmolzen wurde und somit verlorenging. 1938 musste die bis dahin außen am Südturm angebrachte Steinerne Madonna aus dem 14. Jahrhundert wegen Steinfraß in den Innenraum verlegt werden. 1942 ließen die nationalsozialistischen Machthaber die große Predigt-Glocke und die Abendmahl-Glocke demontieren und zum Einschmelzen für Kriegszwecke nach Hamburg bringen.
Den Zweiten Weltkrieg überstand die Kirche mit mittleren Schäden. Insbesondere die Bleiglasfenster, das Dach und die Orgel wurden durch die Explosionen von Luftminen am 23. Februar 1945 teilweise zerstört. Die Glocken überstanden schadlos die Kriegsjahre, so dass die Meininger sie am 15. August 1950 feierlich wieder an ihre angestammte Plätze hieven konnten. Als Ersatz für die Reformationsglocke weihte die Kirchengemeinde 1955 die neue Friedensglocke. In die gotischen Fenster des Chorraumes bauten 1961 die „Glaswerkstätten Franz Lehmann“ aus Berlin-Weißensee neue Glasfenster ein.

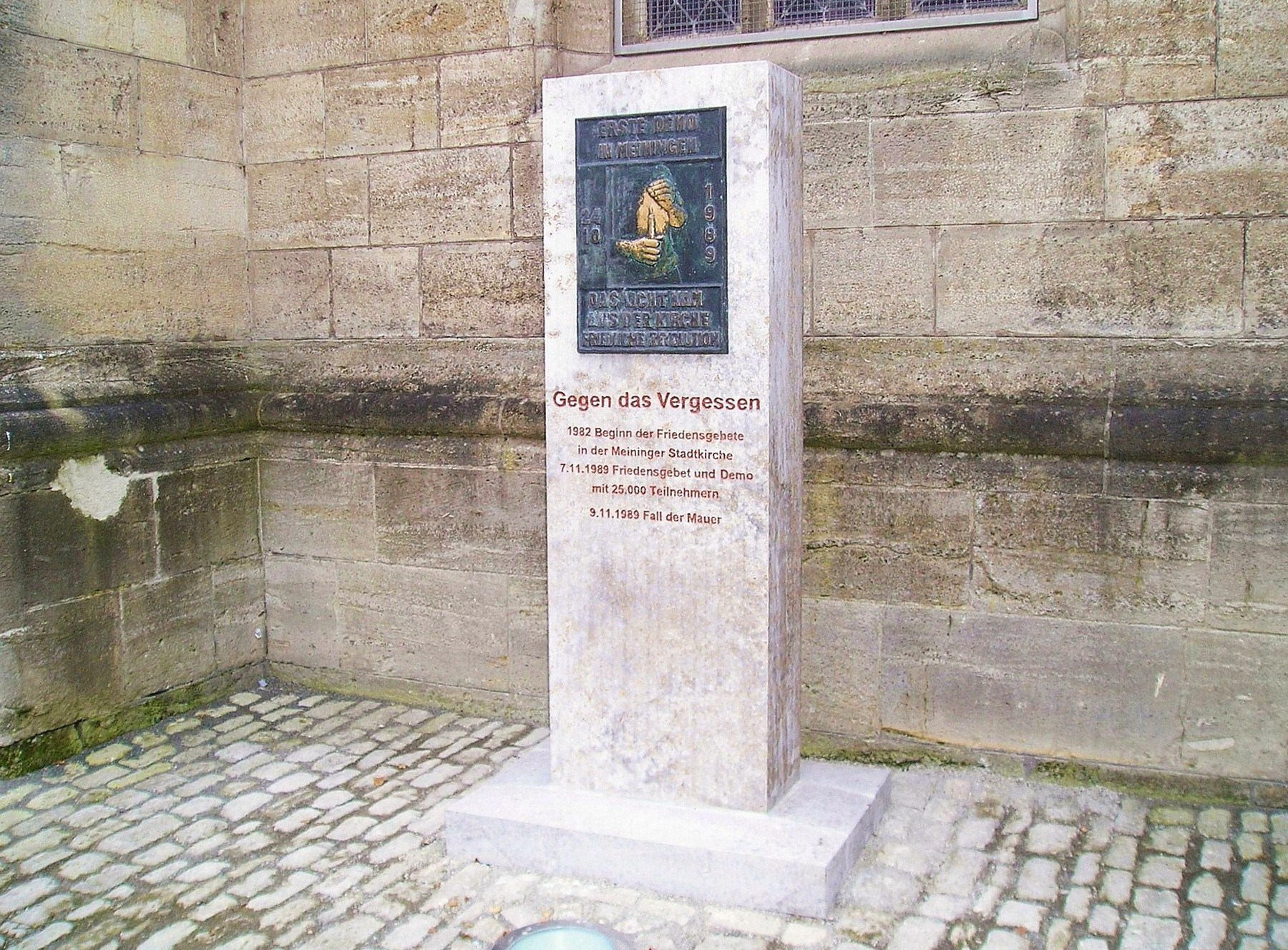
Gedenkstele an der Nordwand

Von 1982 bis 1990 war die Kirche ein Treffpunkt für die Friedensgebete, die die Wende in der DDR mit vorbereiteten (→ Hauptartikel: Wende in Meiningen). Die Friedensgebete fanden hier anfangs jeden Monat und ab September 1989 jeden Dienstag statt. Die Stadtkirche entwickelte sich dabei zum bedeutendsten Ort der politischen Wende von September bis Anfang 1990 im heutigen Südthüringen. Durch starken Zulauf im September und Oktober 1989 fanden bald nicht mehr alle Teilnehmer in der Kirche Platz, so dass sich tausende Menschen vor der Kirche auf dem Markt versammelten und mit Hilfe von Lautsprechern am Friedensgebet in der Kirche teilhaben konnten.
Am 24. Oktober 1989 fand nach dem Friedensgebet die erste Dienstagsdemonstration (siehe Montagsdemonstration) mit rund 1.000 Teilnehmern statt, am 7. November 1989 waren es bereits rund 25.000 Menschen. Man trug dabei brennende Kerzen aus der Kirche und brachte diese mit friedlichen Demonstrationszügen durch die Innenstadt zu staatlichen Einrichtungen wie MfS oder SED-Kreisleitung und stellte sie dort tausendfach ab. Während des Friedensgebets am Abend des 7. November traf in der überfüllten Kirche die Nachricht ein, dass die DDR-Regierung zurückgetreten sei. Nach einem kurzen Moment des Innehaltens erfüllte die Stadtkirche der laute Freudenschrei der Menschen. Bis Anfang 1990 fanden nach den Friedensgebeten Demonstrationen statt, das letzte Friedensgebet während der Wende wurde am 29. Mai 1990 veranstaltet. Bis in die Gegenwart werden in der Stadtkirche monatlich Friedensgebete abgehalten.
Nach der Wende
Seit 1993 wird die Stadtkirche umfassend saniert. Die Steinfassaden wurden gründlich gereinigt und ausgebessert. Orgelbauer setzten die Reger-Orgel wieder fachgerecht instand. 2002 erhielten die Seitenschiffe teilweise neue farbige Bleiglasfenster an Stelle der provisorischen Glasfenster, die seit dem Zweiten Weltkrieg die zerstörten Originalfenster ersetzten. Auch die Elektrik und Mechanik der Glockenanlage wurde erneuert. Bisher konnten drei der neun geplanten Bauabschnitte realisiert werden.
Im Jahr 2003 feierten die evangelischen und katholischen Kirchengemeinden in Meiningen gemeinsam das tausendjährige Bestehen der Stadtkirche „Unserer lieben Frauen“, die rund 540 Jahre lang katholisch war und seit 1544 für die evangelischen Gemeinden der Region die Funktion einer Pfarrkirche einnimmt. Am 24. Oktober 2009 wurden an der Nordwand des Kirchenschiffs eine Gedenkstele und vor dem Hauptportal eine Bodenplatte zur Erinnerung an die Friedensgebete und Demonstrationen im Herbst 1989 eingeweiht.

## Baubeschreibung

### Außenbau

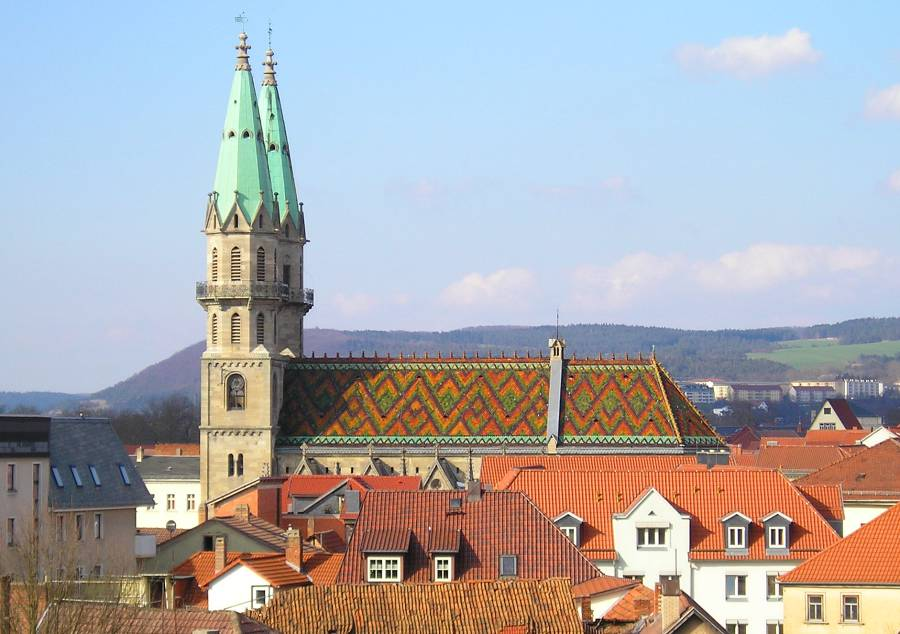
Blick auf das farbige Dach der Stadtkirche

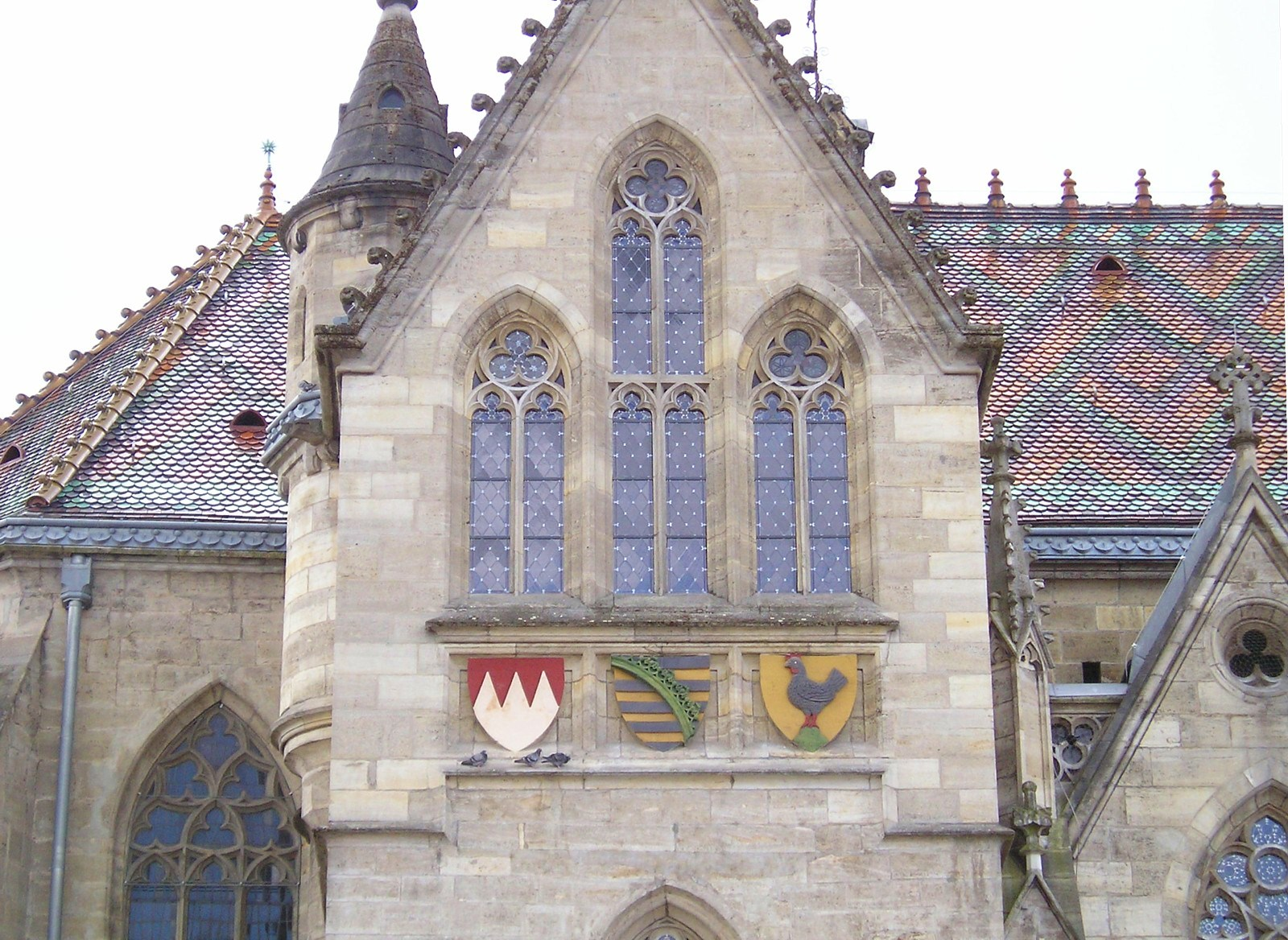
Giebel der Sakristei

Die Kirche besteht baugeschichtlich bedingt aus verschiedenen Baustilen. Der rechteckige Unterbau der Türme ist bis zum Beginn der achteckigen Obergeschosse romanisch, der Chor und die Sakristei (ohne Giebel) sind gotisch. Die oktogonalen Obergeschosse der Türme und der am Nordturm gelegene Treppenturm mit Schweifkuppel stammen aus der Zeit der Renaissance. Dominant ist aber die Neugotik, als 1884 bis 1889 durch einen Umbau das Langhaus, das Kirchendach, der Giebel der Sakristei und die Turmhauben in diesem Baustil neu errichtet wurden.
Das Bauwerk mit seinen beiden 53 Meter hohen Türmen beherrscht das Bild des Marktes. Beide Türme besitzen auf rund 35 m Höhe eine umlaufende Galerie, die mit einer Brücke verbunden sind. Die neugotischen Turmhelme sind mit Kreuzblumen gekrönt, denen am Südturm eine Wetterfahne und am Nordturm ein Kreuz aufgesetzt sind. Beide Turmhauben sind mit Patina überzogenen Kupferplatten bedeckt. Im Südturm befindet sich die Glockenanlage mit fünf Glocken. Der Nordturm besitzt auf drei Seiten Turmuhren, direkt darunter liegt die Türmerstube, die bis in die 1930er Jahre hinein bewohnt wurde. Die Dächer über dem neugotischen Mittelschiff, dem gotischen Chor und der Sakristei sind mit buntglasierten Ziegeln versehen, die ein eindrucksvolles rautenartiges Muster bilden. Einige Giebel und Dachpartien schmückte man mit Zierknöpfen. Die Quersatteldächer der Joche über den Seitenschiffen wurden mit weinroten Ziegeln gedeckt. Über der Vierung sitzt ein kleiner steinerner Dachreiter, der von einem metallenen Kreuz gekrönt ist.
Am mit romanischen Friesen verzierten Westwerk befinden sich neben romanischen gekuppelten Rundbogenfenster eine romanische und eine gotische Rosette. Darüber sitzt zwischen den Türmen der große Mittelgiebel mit einem aufgesetzten steinernen Giebelkreuz. Die Strebepfeiler der Seitenschiffe sind an ihrem Abschluss mit steinernen Fialen und Kreuzblumen geschmückt. Bei den Seitenschiffen setzte der Baumeister in der oberen Reihe übergiebelte gotische Fenster, die untere Reihe besitzt als unterbrochene Fortsetzung der oberen Fenster eine rechteckige Form mit gotischer Verglasung. Am neugotischen Giebel der Sakristei, das östlich von einem Treppentürmchen mit spitzer Haube flankiert ist, sind der Fränkische Rechen, das Wappen von Franken für den Hochstift Würzburg, und die Wappen der Grafschaft Henneberg und von Sachsen-Meiningen angebracht, die vorrangig seit der Gründung der Stadt bis zum Kirchenumbau 1884 in Meiningen regierten. Die farbigen Wappen sind ein Werk des Bildhauers Zeth.

### Innenraum

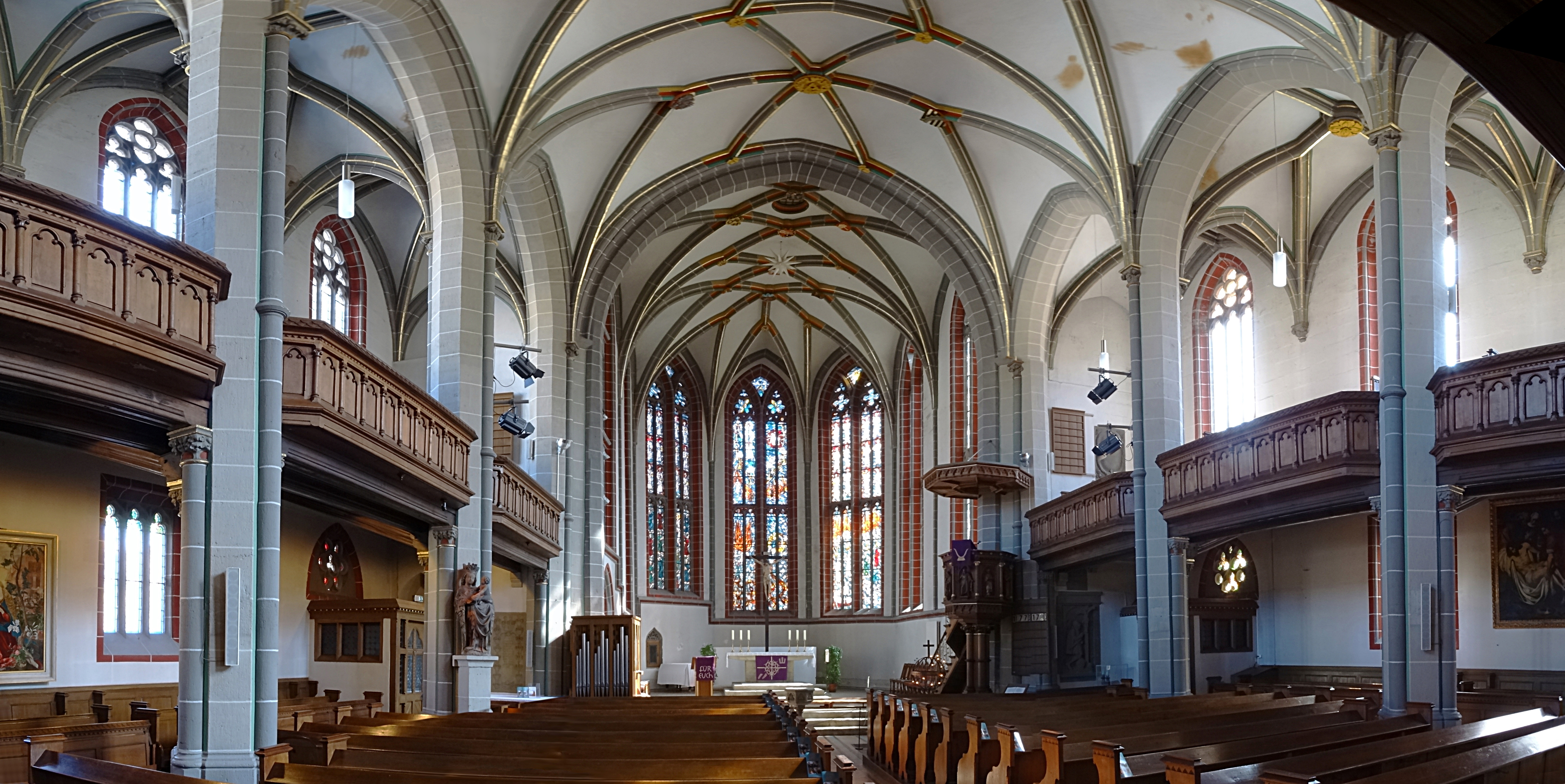
Innenraum-Panorama

Den Innenraum der Kirche betritt der Besucher durch das romanische Hauptportal des Westwerkes. Man gelangt zunächst in eine Vorhalle, von der links und rechts Treppenanlagen in die Türme führen. Nach einigen Treppenabsätzen im Südturm bietet sich ein eindrucksvoller Fensterblick in das Innere des Schiffes, ehe man schließlich auf halber Höhe des Turms die Türmerstube erreicht. Nach der Durchquerung des Zwischenbaus mit dem großen Giebel kommt man in den Nordturm, von dort führt eine Wendeltreppe hoch in den Turm bis zur Galerie. Insgesamt sind dabei 140 Stufen zu bewältigen.
Rechts in der Vorhalle ist zu Ehren von Otto Hoppe, dem Architekten des Umbaus, eine Gedenktafel angebracht. Geradeaus führt ein weiteres Portal mit farbigen Oberlicht in das Kirchenschiff. Die Türflügel dieses Portals sind mit romanischen Türklopfern ausgestattet. Das Langhaus ist an den Seitenschiffen und der Westwand mit Emporen versehen, die mit verzierten Holzbrüstungen verblendet sind. An der Westwand beidseitig des Portals und an der Ostwand neben dem Chor sind Grabplatten und Reliefs bekannter Meininger Bürger angebracht, die im ausgehenden Mittelalter in der Kirche beigesetzt wurden. Die Wände der Seitenschiffe schmücken Gemälde mit christlichen Ereignissen. Über der Westempore und den Aufbauten für den Kirchenchor ist die Regerorgel installiert, deren Pfeifen um das gotische farbig glasierte Radfenster gruppiert sind.
Das Kirchengestühl des Mittelschiffes ist quer und das der Seitenschiffe längs angeordnet. Hier und auf den Emporen finden rund 1000 Kirchenbesucher Platz. Am Ende der Seitenschiffe vor dem Chorraum befinden sich mit dem Süd- und dem Nordportal zwei weitere Zugänge in die Kirche. Beide Portale besitzen farbig verglaste gotische Oberlichter. Am rechten Pfeiler des Triumphbogens zwischen Mittelschiff und Chor ist die Kanzel angebracht. An einem Pfeiler zum nördlichen Seitenschiff fand die Steinerne Madonna aus dem 14. Jahrhundert nach der Umsetzung ihren Platz. Im Chorraum führt ein gotisches Portal in das nördlich gelegene Querhaus mit der Sakristei und der Bibliothek und zu zwei übereinanderliegenden Fürstenständen. Davor steht eine Kleinorgel „Positiv“ zur Unterstützung bei musikalischen Veranstaltungen. Über dem Chor und dem Langhaus erhebt sich ein filigranes Netzrippengewölbe. An den Schlusssteinen im Chor und Mittelschiff sind Reliefs und Malereien mit den Darstellungen von Maria mit dem Kind, des Lamms mit der Kreuzfahne, das Wappen von Franken, die Wappen vom Würzburger Bischof und von Henneberg, das Wappen vom Ratsherr Völker, das Zeichen der Tuchmacherinnung und verschiedenen Wappen der Stadt Meiningen angebracht.

## Ausstattung

### Kanzel

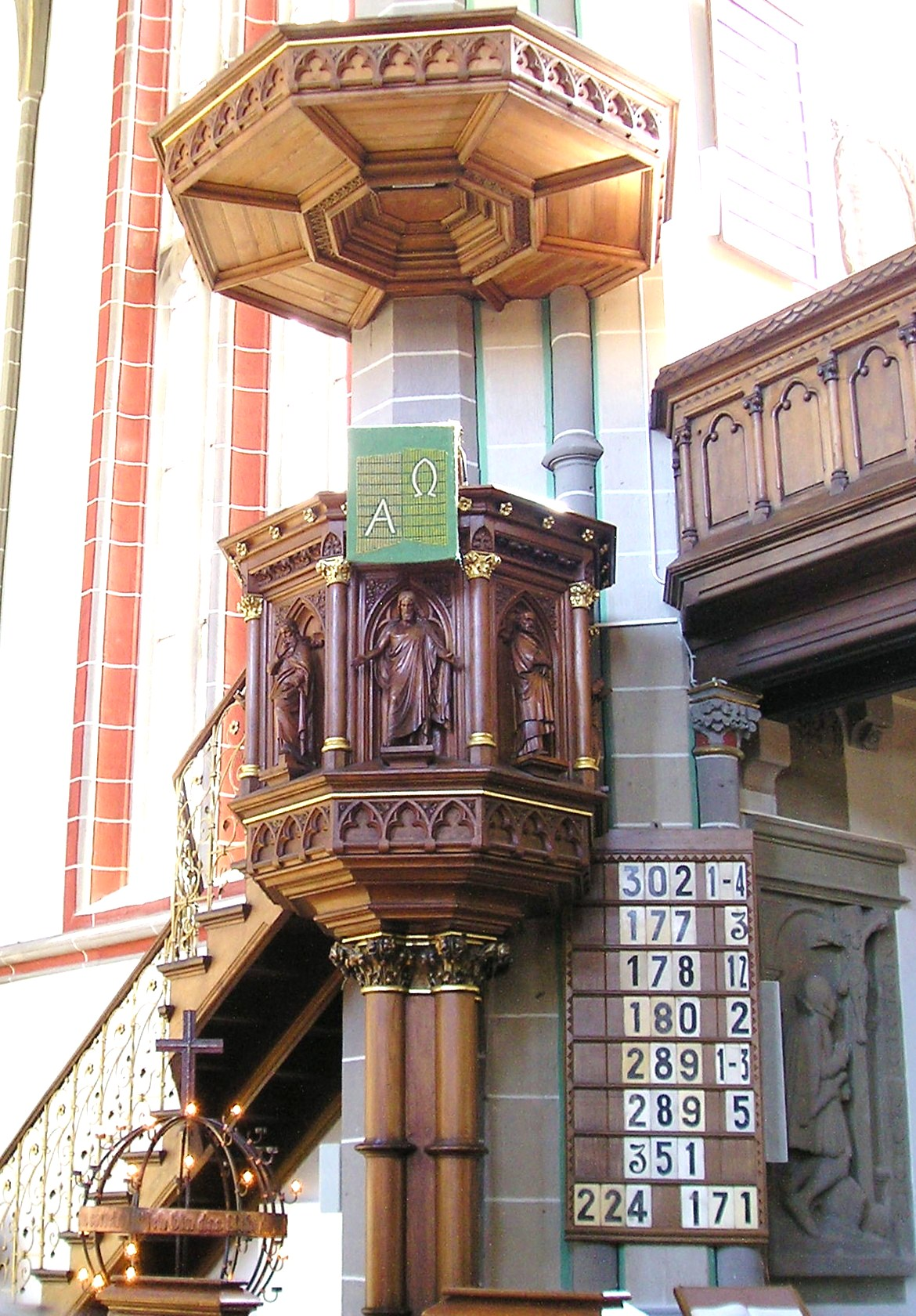
Die Kanzel

Pläne, die alte Kanzel bei der Neueinrichtung des Kircheninneren nach dem großen Umbau 1889 wieder zu verwenden, wurden auf Anregung von Herzog Georg II. fallengelassen und eine neue gefertigt. Der alte Kanzelfuß in Form einer Holzplastik in Gestalt von Moses blieb aber erhalten und ist in den Meininger Museen zu besichtigten. Die heutige Kanzel ist mit einer kunstvoll und filigran geschnitzten Holzbrüstung versehen, in deren Segmente sich fünf geschnitzte biblische Figuren vom Holzbildhauer Blechschmidt befinden. Die vordere, mittlere Nische ist dem segnenden Christus vorbehalten, als Vorbild dienten hier die Arbeiten von Bertel Thorvaldsen. Beidseitig flankiert wird er von Matthäus, Markus, Lukas und Johannes, die alle die Figuren von Peter Vischer am Sebaldusgrab in Nürnberg zum Vorbild hatten. Der ebenfalls hölzerne, mit gotischen Verzierungen gefertigte Schalldeckel besaß einst als Aufsatz eine Engelsfigur. Nach ihrer Entfernung ist sie ebenfalls in den Meininger Museen ausgestellt.

### Altar
Der Altar stammt mit Ausnahme des Kruzifix aus dem Jahre 1960. Der 1889 von Hoppe entworfene gotisierende Holzaltar mit den geschnitzten Figuren von Paulus, Petrus, Maria, Johannes, Johannes der Täufer und Moses wurde als nicht mehr zeitgemäß und unpassend für den Stil der Meininger Stadtkirche empfunden. An dessen Stelle errichtete man ein geräumiges, zweistufiges Podest aus groben Muschelkalk, im Zentrum ein der Größe der Kirche angemessener monumentaler Steinblock aus Heyroder Muschelkalk. Angefertigt wurde der Altar vom Steinmetzmeister Fritz Berz aus Mihla. Das hinter dem Altar aufgerichtete Kreuz ist mit einem restaurierten, lebensgroßen Kruzifix versehen, der um 1500 in der Werkstatt von Veit Stoß geschaffen wurde. Der Restaurator legte hierbei die zweite gotische Fassung des Inkarnats und die erste Fassung der Blutmale frei. Der Altar wurde am 22. Mai 1960 von Landesbischof Moritz Mitzenheim geweiht.

### Steinerne Madonna

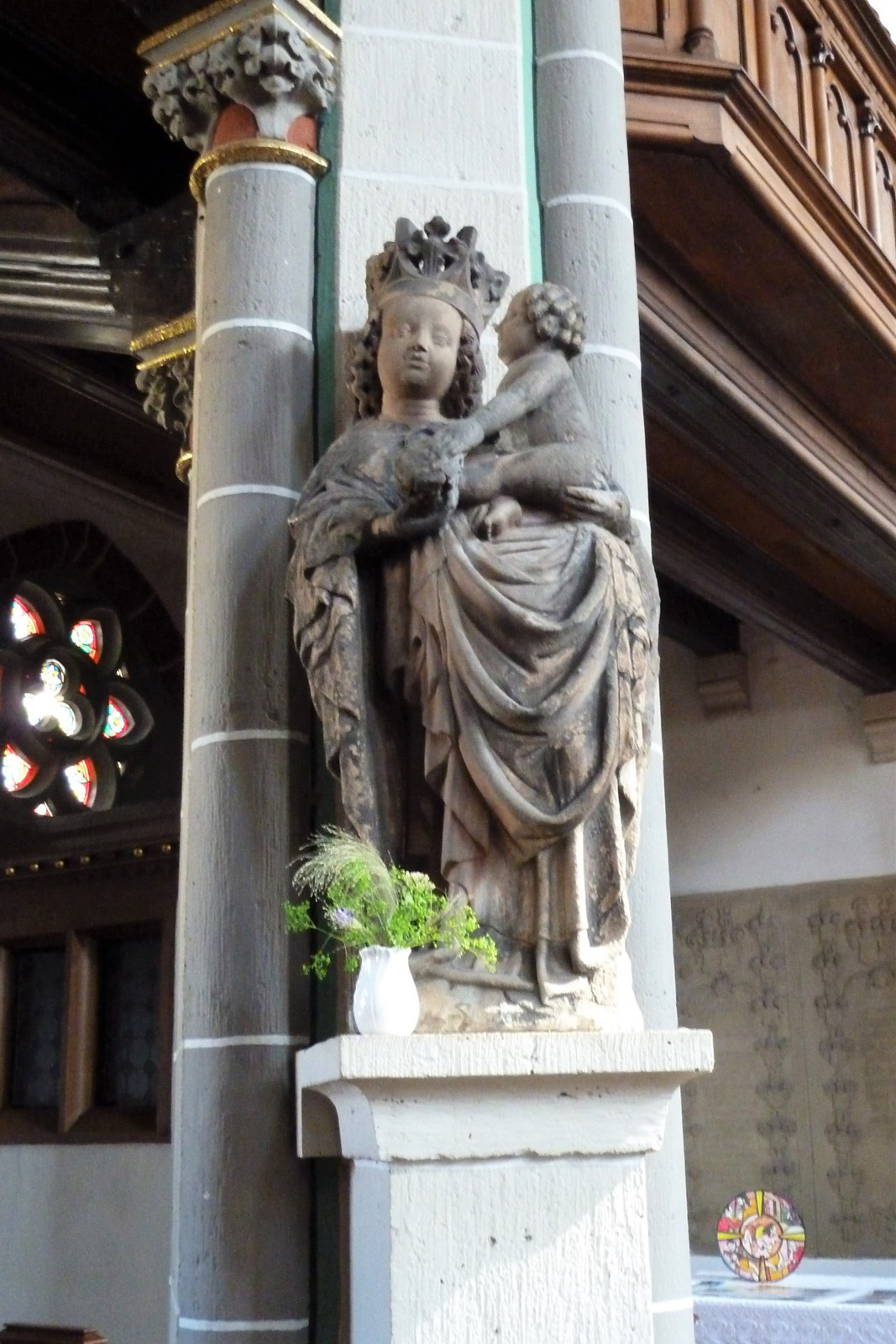
Steinerne Madonna

Die „Steinerne Madonna“ stammt aus dem 14. Jahrhundert und ist eine fränkische Arbeit mit schwäbischen Einschlag, erkennbar an den typischen gedrungenen Körperbau sowie der Stilisierungen der Haare und des Faltenwurfs am Gewand. Die Statue besteht aus der Sandsteinart Burgpreppacher und wurde in Würzburg angefertigt. Das genaue Jahr der Anfertigung der Madonna ist nicht mehr bekannt.
Die Madonna stand ursprünglich auf einer Konsole unter einem Baldachin am westlichsten Strebepfeiler des südlichen Seitenschiffs an Stelle der einstigen Marienkapelle. In den 1930er Jahren stellte man bei ihr an der linken Hand und am Faltenwurf Schädigungen durch Steinfraß fest. Sie wurde daraufhin abgenommen und von Paul Birr restauriert. Um neue Umwelt- und Wetterschäden zu vermeiden, fand sie im April 1938 auf einer 2,30 m hohen Konsole im Innenraum der Kirche einen neuen Platz. Die etwa 670 Jahre alte Madonna gilt als ein Wahrzeichen der Stadtkirche und ist im Kirchensiegel der Kirchengemeinde zu sehen.

### Chorfenster
Nach der 1886 erfolgten Demontage der alten Orgel aus dem Chorraum machte sich der Einbau neuer farbiger Chorfenster erforderlich. Die Gesamtkosten von rund 14.500 Mark wurden durch Stiftungen von Meininger Vereinen, Mitgliedern des Herzoghauses und Privatpersonen aufgebracht. Den Auftrag für die Anfertigung der sechs Fenster bekam die „Hof-Glasmalerei Burckhardt & Sohn“ aus München. Diese Firma baute während des großen Umbaus auch sämtliche Fenster im Schiff und die Verglasung für die Oberlichter des südlichen und des nördlichen Eingangsportals ein. Die Chorfenster wurden wie folgt gestaltet: 1. Fenster – Taufe Christi, 2. Fenster – Geburt Christi, 3. Fenster – unten Abendmahl, oben Kreuzigung, 4. Fenster – oben Grablegung Christi, unten Auferstehung Christi, 5. Fenster – Auferstehung und 6. Fenster – Ausgießung des Heiligen Geistes.

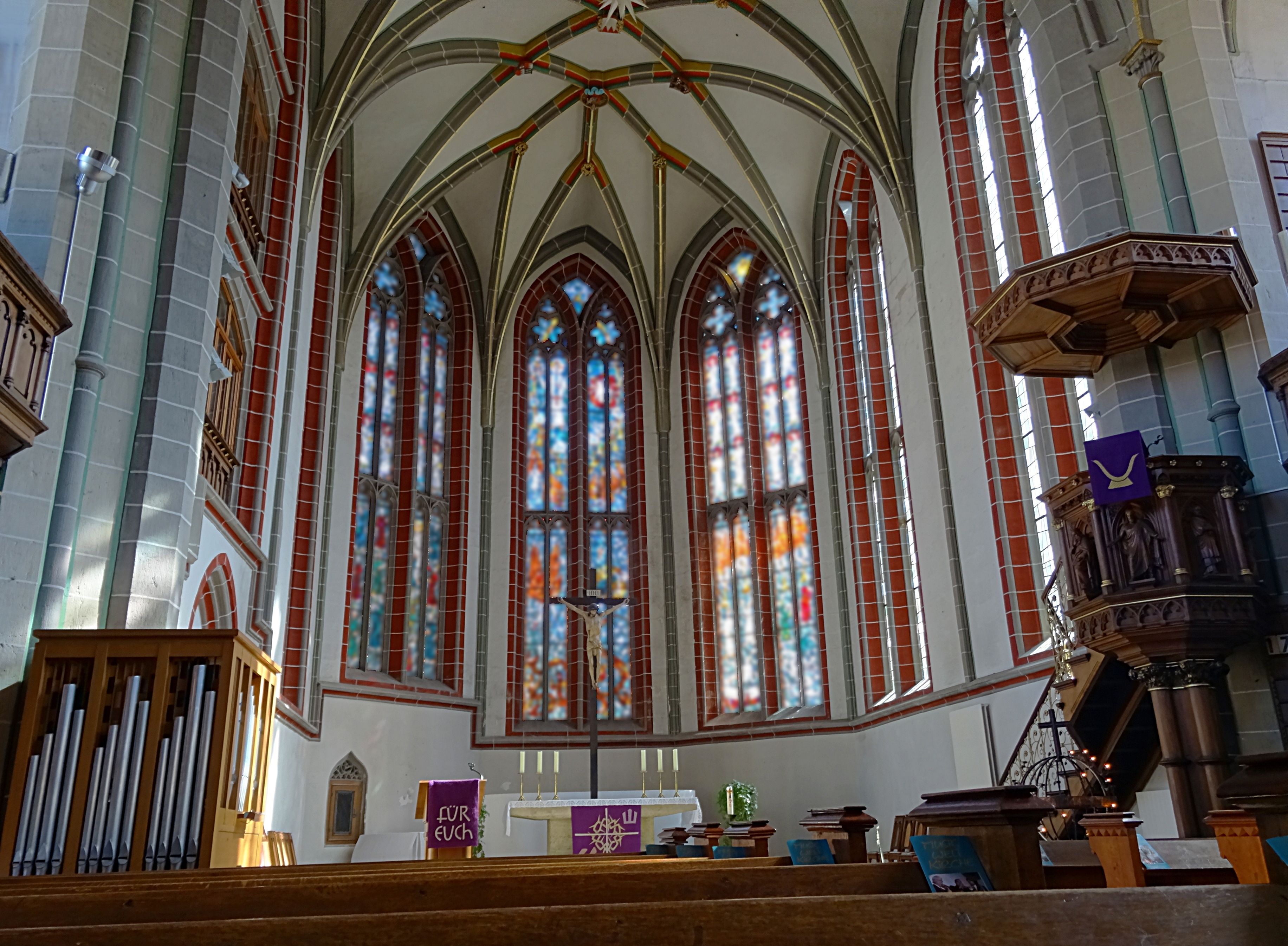
Gotischer Chor von 1455

Im Zweiten Weltkrieg wurden die Chorfenster durch Luftminen zerstört. Nach dem Krieg provisorisch Instand gesetzt, bauten 1961 die „Glaswerkstätten Franz Lehmann“ aus Berlin-Weißensee neue Glasfenster ein, die der Berliner Maler Gerhard Olbrich entwarf. Sie stellen auf den drei mittleren Chorfenstern Szenen aus dem letzten Buch der Bibel, der Offenbarung des Johannes dar. Die Fenster sind wie folgt gestaltet. Untere Reihe links (2. Fenster): Christus der lebendige Herr inmitten seiner Gemeinde (Ostern und Pfingsten), untere Reihe Mitte (3. Fenster): Michaels Kampf mit dem Drachen – Gemeinde in der Anfechtung – sonnenumstrahlte Maria auf der Mondsichel, deren Kind dem Gott entrückt wird, untere Reihe rechts (4. Fenster): Endgericht (Posaunen) – Auferstehung zum Leben und Gericht, obere Reihe links und rechts: Gottes Gemeinde – je zwölf Älteste in Anbetung und Verehrung, obere Reihe Mitte: Christus der Weltenrichter – das geopferte Lamm mit sieben Augen und sieben Hörnern – Mund Christi mit Schwert als Wort Gottes. Die äußeren Chorfenster sind mit Teppichmalerei versehen.

## Reger-Orgel
Ihre erste Orgel bekam die Stadtkirche 1546 eingebaut. Dabei handelte es sich um die Orgel aus der Klosterkirche des Meininger Franziskanerklosters, das nach der Reformation aufgelöst wurde. Die heutige Orgel stammt aus dem Jahr 1889 und wurde von der Orgelbaufirma Martin Joseph Schlimbach & Sohn (Würzburg) unter dem großen Radfenster des Westwerkes, einer gotischen Rosette, eingebaut.
Auf dieser Orgel spielten und komponierten unter anderem Johannes Brahms und Max Reger. Auf Anregung Regers wurde die Orgel von der Firma Eberhard Friedrich Walcker um ein Schwellwerk als drittes Manual erweitert, allerdings erst nachdem er verstorben war. Sie wurde fortan Reger-Orgel genannt und am 10. Oktober 1932 von Erhard Mauersberger eingeweiht. Die heutige Disposition ist letztendlich – auch aufgrund eines nachfolgenden Umbaus – deutlich von den Prinzipien der Orgelbewegung beeinflusst.
1945 erlitt die Orgel schwere Kriegsschäden und wurde Ende der 1940er-Jahre nur unzureichend wieder instand gesetzt und verfiel zur DDR-Zeit zusehends. Von 1992 bis 1994 wurde die Orgel von der Orgelbau-Firma Hey aus Urspringen umfangreich repariert und restauriert und am 6. Mai 1994 im Rahmen der Meininger Landesmusiktage vom Nürnberger Organisten Werner Jacob eingeweiht. Im Jahr 2006 erhielt die Orgel eine neue Windversorgung.
Die heutige Disposition der Reger-Orgel:
| I Hauptwerk C–c4 |        |
| Principal        | 16′    |
| Quintadena 0     | 16′    |
| Principal        | 08′    |
| Hohlflöte        | 08′    |
| Gamba            | 08′    |
| Gedackt          | 08′    |
| Oktave           | 04′    |
| Gemshorn         | 04′    |
| Rohrflöte        | 04′    |
| Quinte           | 02 ⁄3′ |
| Oktave           | 02′    |
| Schwiegel        | 02′    |
| Cornett III–V    | 08′    |
| Mixtur V–VII     | 02′    |
| Scharf IV        | 08′    |
| Trompete         | 08′    |
| Clarine          | 04′    |

| II Oberwerk C–c4 |         |
| Principal        | 08′     |
| Flöte            | 08′     |
| Ital. Principal  | 04′     |
| Flute Harmonique | 04′     |
| Nasard           | 02 ⁄3′  |
| Principal        | 02′     |
| Piccolo          | 02′     |
| Terz             | 01 3⁄5′ |
| Sifflöte         | 01′     |
| Cymbal V         | 01′     |
| Dulzian          | 16′     |
| Klarinette       | 08′     |
| Schwebung        | 08′     |
|                  |         |
| Tremulant        |         |

| III Schwellwerk C–c4 |        |
| Nachthorn            | 16′    |
| Principal            | 08′    |
| Rohrflöte            | 08′    |
| Dolce                | 08′    |
| Vox Coeleste         | 08′    |
| Kleinprincipal 0     | 04′    |
| Blockflöte           | 04′    |
| Schwiegel            | 02′    |
| Quinte               | 01 ⁄3′ |
| Cymbal V             | 01⁄3′  |
| Krummhorn            | 08′    |
| Messingregal         | 04′    |
|                      |        |
| Tremulant            |        |

| Pedalwerk C–f1    |          |
| Principalbass     | 16′      |
| Violinbass        | 16′      |
| Subbass           | 16′      |
| Gedacktbass       | 16′      |
| Octavbass         | 08′      |
| Violoncello       | 08′      |
| Bassflöte         | 08′      |
| Quintbass         | 010 2⁄3′ |
| Octavbass         | 04′      |
| Pedalmixtur V     |          |
| Posaune           | 16′      |
| Trompete          | 08′      |
| Schalmei          | 04′      |
| Singend Cornett 0 | 02′      |

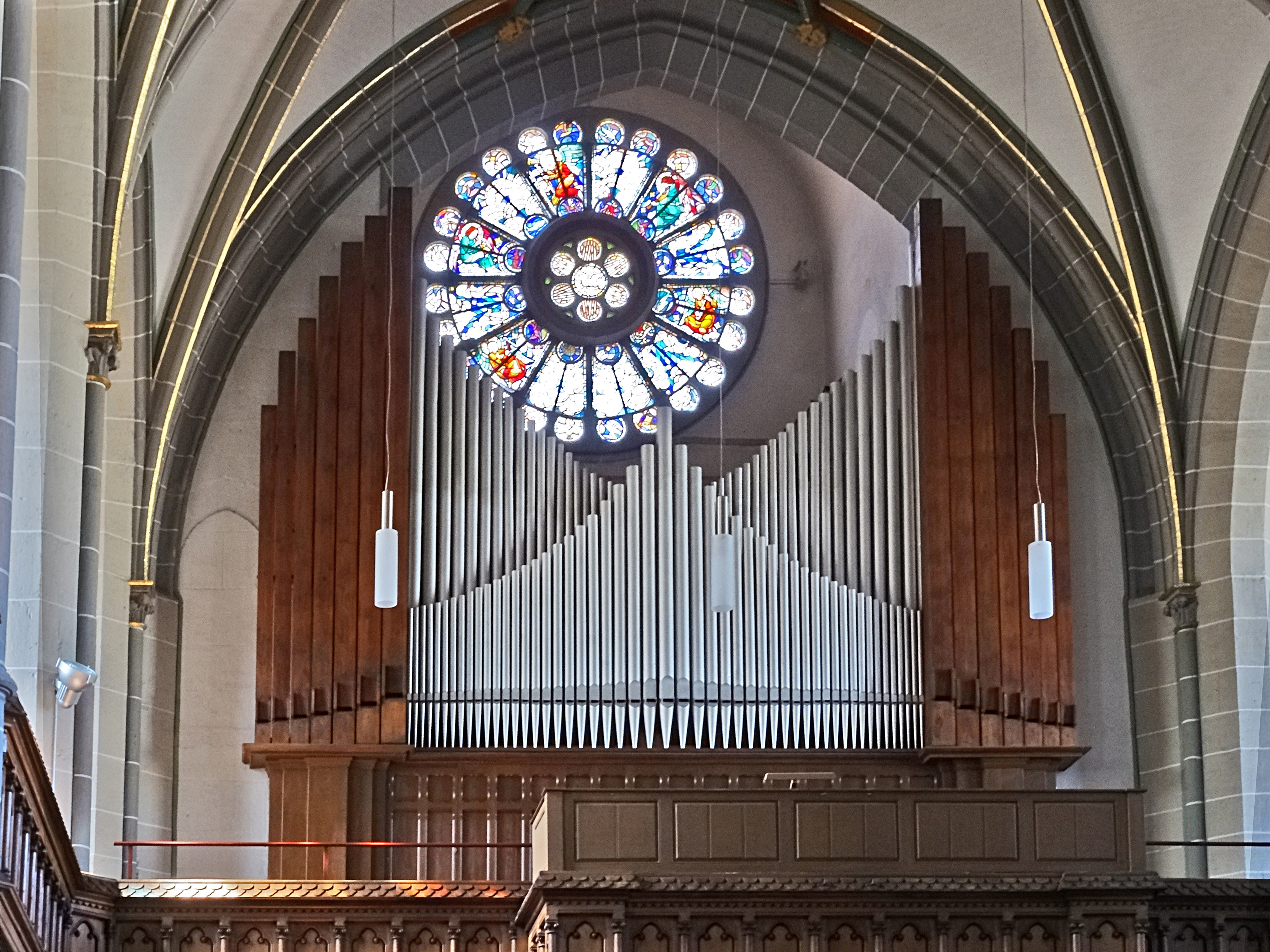
Reger-Orgel von Martin Josef Schlimbach (1889) und Fensterrose

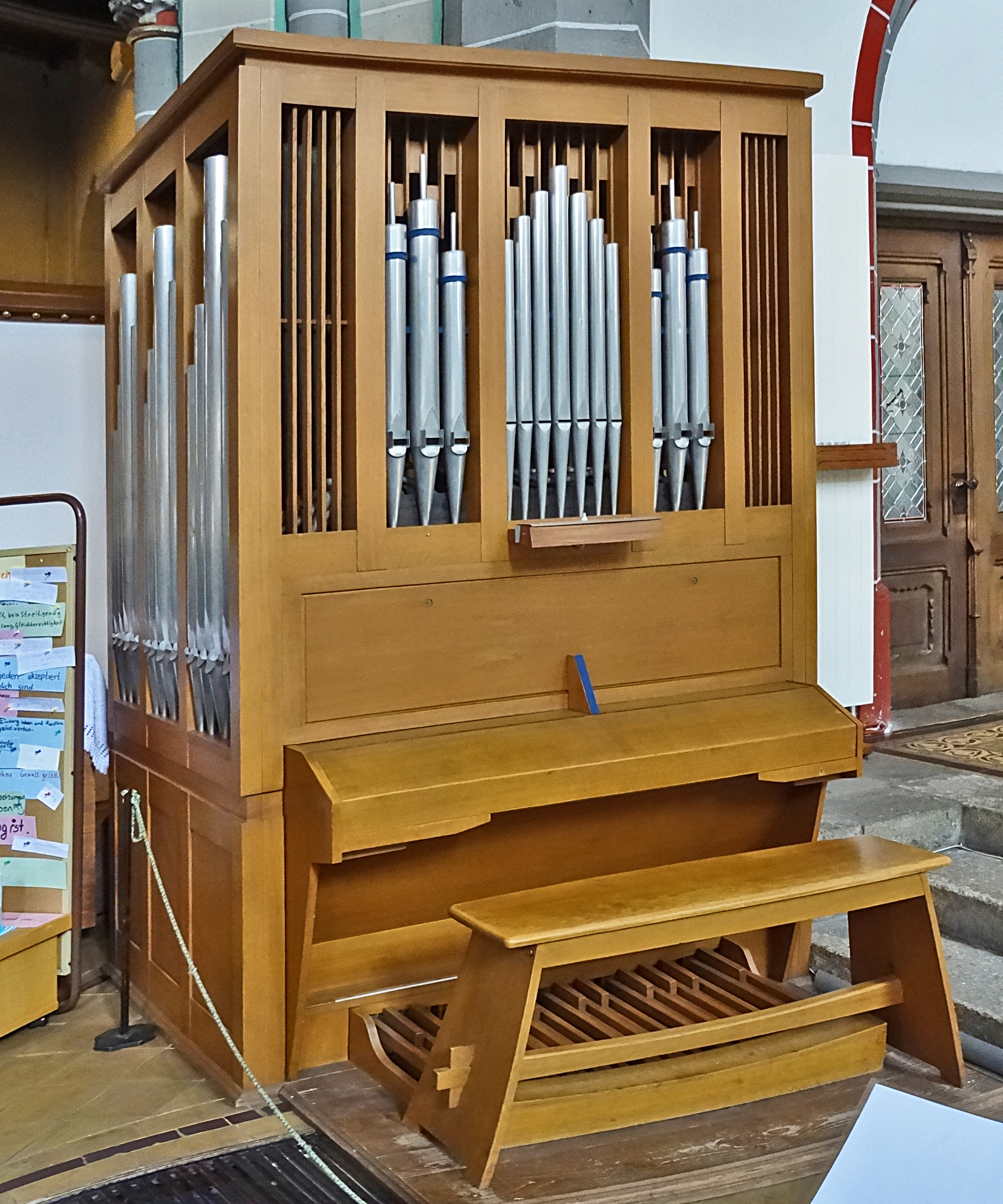
Chor-Orgel von K.-H. Schönefeld

- Koppeln: Normalkoppeln, Superkoppeln und Subkoppeln.
- Spielhilfen: unter anderem Crescendo und Walze, Setzerkombination SK II, A–H, 1–8, drei verschließbare Registerebenen.
- Anmerkungen

1. 1 2  Durchschlagend.

## Glocken
Zwei der ersten Glocken fielen 1175 und 1296 Blitzschlägen zum Opfer. Die Verluste mussten bis zu einer Neuanschaffung mit geliehenen Glocken von Nachbargemeinden überbrückt werden. Die Abendmahlsglocke und die Taufglocke stammen noch von der Glockenanlage, die man um 1295 in die kurz vorher fertiggestellten romanischen Türmen einbaute. Die unter der Nr. 4 aufgeführte Friedensglocke ist der Ersatz für die 1594 gegossene und 1917 eingeschmolzene Reformations- bzw. Lutherglocke.
Die heutige Glockenanlage der Stadtkirche befindet sich im Südturm und wurde 2007 bis auf die Abendmahlsglocke saniert. Diese konnte 2009 wieder an ihren Platz gehievt werden. Die starr aufgehängte Schlagglocke (Nr. 6) gehört nicht zum Geläut und befindet sich in der Spitze des Nordturms. Die elektrische Steuerung musste 2008 erneuert werden. In Zukunft ist als neue Glocke die „Gnadenglocke“ zum Gedenken der Deutschen Wiedervereinigung vorgesehen.
| Nr. | Name                            | Gussjahr | Gießer, Gussort                                          | Durchmesser | Gewicht | Schlagton |
| --- | ------------------------------- | -------- | -------------------------------------------------------- | ----------- | ------- | --------- |
| 1   | Predigtlocke                    | 1618     | Melchior Moering, Erfurt                                 | 146 cm      | 1820 kg | des'      |
| 2   | Betstundenglocke                | 1360     | Meister Hermann, Nürnberg                                | 113 cm      | 1200 kg | as'       |
| 3   | Abendmahlsglocke                | 1955     | Franz Schilling, Apolda                                  | 082 cm      | 0410 kg | c"        |
| 4   | Friedensglocke                  | 1295     | unbekannt                                                | 076 cm      | 0332 kg | des"      |
| 5   | Taufglocke                      | 1295     | unbekannt                                                | 062 cm      | 0200 kg | f"        |
| 6   | Schlagglocke (starr aufgehängt) | 1594     | Christoph II. Rosenhardt genannt Glockengießer, Nürnberg | 095 cm      | 0500 kg | b'        |

## Nutzung
Neben dem kirchlichen Alltag und der Funktion als Pfarrkirche finden in der Stadtkirche Musikveranstaltungen mit Chören, Folkloregruppen, verschiedene Musikstile ausübende Musiker oder Orgelkonzerte statt. Darunter befindet sich auch der alljährlich stattfindende „Meininger Orgelsommer“. Auch werden regelmäßig Ausstellungen und Sonderaktionen mit kirchlichen Themen in der Kirche durchgeführt.
Zum Stadtfest Anfang Juli und jeden Mittwochnachmittag im Sommerhalbjahr kann der Besucher über eine Wendeltreppe im Nordturm die Galerien an den Türmen ersteigen, die eine gute Rundumsicht über das Stadtzentrum bieten. Dabei bewirten die „Türmerfrauen“ in der Turmstube die Gäste mit Kaffee und Kuchen, eine Gruppe engagierter Frauen, die mit den Einnahmen die Restaurierung von geschädigten Bauteilen der Kirche ermöglichen.